# Satz von Heine
Der Satz von Heine (nach Eduard Heine; oder auch Satz von Heine-Cantor) aus der reellen Analysis macht eine Aussage über stetige Funktionen. Er wurde 1872 von Eduard Heine bewiesen und nach ihm benannt, nach Aussage von Jürgen Heine wurde diese Tatsache jedoch schon zuvor von Karl Weierstraß entdeckt.

## Aussage
Der Satz von Heine besagt:
Ist eine Funktion {\displaystyle f} im kompakten Intervall {\displaystyle [a,b]} stetig, dann ist sie dort sogar gleichmäßig stetig.
Mit anderen Worten: Zu einem beliebigen {\displaystyle \varepsilon >0} existiert ein {\displaystyle \delta =\delta (\varepsilon )>0} derart, dass für zwei beliebige Stellen {\displaystyle x_{1}} und {\displaystyle x_{2}} aus dem Intervall {\displaystyle [a,b]} mit {\displaystyle |x_{2}-x_{1}|<\delta } gilt:
{\displaystyle |f(x_{2})-f(x_{1})|<\varepsilon .}

## Beweis
Ein typischer Beweis erfolgt durch Widerspruch. Ist {\displaystyle f} nicht gleichmäßig stetig, so gibt es ein {\displaystyle \varepsilon >0} und zu jedem {\displaystyle n\in \mathbb {N} } Punkte {\displaystyle x_{n},x_{n}'\in [a,b]}, so dass
{\displaystyle \left|x_{n}-x_{n}'\right|<{\frac {1}{n}}} und {\displaystyle \left|f(x_{n})-f(x_{n}')\right|\geq \varepsilon .}
Nach dem Satz von Bolzano-Weierstraß besitzt die beschränkte Folge {\displaystyle (x_{n})_{n\in \mathbb {N} }} eine konvergente Teilfolge {\displaystyle (x_{n_{k}})_{k\in \mathbb {N} }}, deren Grenzwert {\displaystyle x} im Intervall {\displaystyle [a,b]} enthalten ist. Dieser ist wegen
{\displaystyle \left|x_{n_{k}}-x_{n_{k}}'\right|<{\frac {1}{n_{k}}}}
ebenfalls Grenzwert der Folge {\displaystyle (x_{n_{k}}')_{k\in \mathbb {N} }}.
Aus der Stetigkeit von {\displaystyle f} folgt {\displaystyle f(x_{n_{k}})\to f(x)} und {\displaystyle f(x_{n_{k}}')\to f(x)}.
Daher gibt es ein {\displaystyle k_{0}}, so dass {\displaystyle \left|f(x_{n_{k}})-f(x)\right|<\varepsilon /2} und {\displaystyle \left|f(x_{n_{k}}')-f(x)\right|<\varepsilon /2} für alle {\displaystyle k\geq k_{0}}. Daraus folgt nun
{\displaystyle {\begin{aligned}\left|f(x_{n_{k}})-f(x_{n_{k}}')\right|&=\left|(f(x_{n_{k}})-f(x))+(f(x)-f(x_{n_{k}}'))\right|\\&\leq \left|(f(x_{n_{k}})-f(x))\right|+\left|(f(x)-f(x_{n_{k}}'))\right|<\varepsilon /2+\varepsilon /2=\varepsilon \end{aligned}}}
für alle {\displaystyle k\geq k_{0}}, im Widerspruch zu {\displaystyle \left|f(x_{n_{k}})-f(x_{n_{k}}')\right|\geq \varepsilon } für alle {\displaystyle k}. Daher war die gemachte Annahme falsch und es folgt die gleichmäßige Stetigkeit.

## Verallgemeinerung auf kompakte metrische Räume
Mit einem nahezu identischen Beweis verallgemeinert sich dieser Satz auf kompakte metrische Räume:
Ist {\displaystyle K} ein kompakter metrischer Raum, {\displaystyle M} ein metrischer Raum und {\displaystyle f:K\rightarrow M} stetig, so ist {\displaystyle f} gleichmäßig stetig.

### Weitere Beweisskizze für metrische Räume
Der Satz lässt sich – etwa nach Otto Forster – auch beweisen unter Zugrundelegung der Heine-Borel-Eigenschaft – und zwar ohne Widerspruchsbeweis!
Dieser Beweis lässt sich wie folgt skizzieren:
Zu dem kompakten metrischen Raum {\displaystyle K} (mit der Metrik {\displaystyle d_{K}}), dem metrischen Raum {\displaystyle M} (mit der Metrik {\displaystyle d_{M}}) und der stetigen Abbildung {\displaystyle f} fixiert man ein beliebiges {\displaystyle \varepsilon >0}. Hierzu ist das für den Nachweis der gleichmäßigen Stetigkeit benötigte {\displaystyle \delta (\varepsilon )} zu bestimmen.
Dies gewinnt man, indem man zunächst die Stetigkeitseigenschaft von {\displaystyle f} heranzieht und aus ihr zu jedem {\displaystyle a\in K} ein {\displaystyle \delta (a)>0} festlegt derart, dass für {\displaystyle b\in K} mit {\displaystyle d_{K}(a,b)<\delta (a)} stets {\displaystyle d_{M}(f(a),f(b))<{\frac {\varepsilon }{2}}} erfüllt ist.
Dann betrachtet man die aus lauter Punktumgebungen bestehende offene {\displaystyle K}-Überdeckung {\displaystyle (U_{\frac {\delta (a)}{2}})_{a\in K}}. Wegen der Kompaktheit von {\displaystyle K} ergibt sich infolge der Heine-Borel-Eigenschaft, dass schon endlich viele dieser Umgebungen {\displaystyle K} überdecken, etwa  {\displaystyle U_{\frac {\delta (a_{1})}{2}},\ldots ,U_{\frac {\delta (a_{n})}{2}}} für ein gewisses {\displaystyle n\in \mathbb {N} }.
Schließlich setzt man:
{\displaystyle \delta (\varepsilon )=\min({\frac {\delta (a_{1})}{2}},\ldots ,{\frac {\delta (a_{n})}{2}})} .
Den Nachweis der in der Definition der gleichmäßigen Stetigkeit auftretenden Ungleichung führt man unter Anwendung der Dreiecksungleichung.

## Verallgemeinerung auf kompakte Hausdorffräume
Der heinesche Satz lässt sich über die kompakten metrischen Räume hinaus sogar auf beliebige kompakte Hausdorffräume ausdehnen. Dies ist eine direkte Folge der Tatsache, dass der topologischen Struktur eines kompakten Hausdorffraums {\displaystyle X} eine eindeutig bestimmte uniforme Struktur unterliegt. Deren Nachbarschaftssystem {\displaystyle {\Phi }_{X}} besteht aus allen Umgebungen der Diagonalen {\displaystyle \Delta =\{(x,x):x\in X\}} im zugehörigen Produktraum {\displaystyle X\times X}, wobei die in {\displaystyle X\times X} offenen Nachbarschaften ein Fundamentalsystem bilden, wodurch sogar eine vollständige uniforme Struktur gegeben ist.
Es gilt also:
Eine stetige Abbildung {\displaystyle f:X\rightarrow Y} des kompakten Hausdorffraums {\displaystyle X} in den uniformen Raum {\displaystyle Y} ist stets auch gleichmäßig stetig.

### Folgerung
Aus dem Satz von Heine gewinnt man einen Fortsetzungssatz:
Ist {\displaystyle A\subseteq X} eine dichte Teilmenge des kompakten Hausdorffraums {\displaystyle X} und ist {\displaystyle f:A\rightarrow Y} eine Abbildung von {\displaystyle A} in den separierten und vollständigen uniformen Raum {\displaystyle Y}, so ist {\displaystyle f} stetig und dabei fortsetzbar zu einer stetigen Abbildung auf ganz {\displaystyle X} genau dann, wenn {\displaystyle f}  - bezüglich der von {\displaystyle X} auf {\displaystyle A} induzierten uniformen Struktur - gleichmäßig stetig ist.

## Gegenbeispiel
Für nicht-kompakte Intervalle ist der Satz von Heine falsch. Die Funktion {\displaystyle f:(0,1]\rightarrow \mathbb {R} }, {\displaystyle x\mapsto {\tfrac {1}{x}}} ist stetig, aber nicht gleichmäßig stetig. In der Tat gibt es zu {\displaystyle \varepsilon =1} kein {\displaystyle \delta >0}, das die Bedingung der gleichmäßigen Stetigkeit erfüllt.
Ist nämlich {\displaystyle \delta >0} beliebig, so gibt es {\displaystyle n\in \mathbb {N} } mit {\displaystyle {\tfrac {1}{n}}<\delta }. Dann folgt
{\displaystyle \left|{\frac {1}{n+1}}-{\frac {1}{n}}\right|={\frac {1}{n(n+1)}}<\delta },
aber
{\displaystyle \left|f\left({\frac {1}{n+1}}\right)-f\left({\frac {1}{n}}\right)\right|=|(n+1)-n|=1\geq \varepsilon }.
Also kann {\displaystyle f} nicht gleichmäßig stetig sein.